# Cyligramma consiliatrix
Cyligramma consiliatrix là một loài bướm đêm trong họ Noctuidae.